# Affumicatura
L'affumicatura o affumicamento è un'antica tecnica di conservazione e insaporimento degli alimenti.
Questa tecnica consiste nell'esporre un prodotto alimentare al fumo dalla combustione di legno avente una bassa quantità di resina.

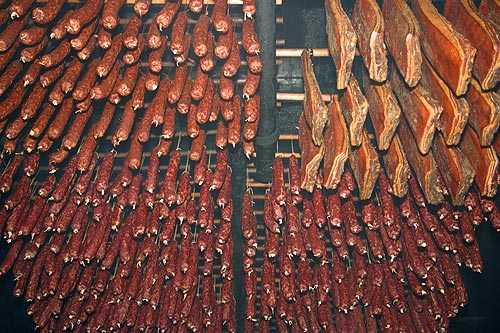
Affumicatura di salumi

## Alimenti affumicati
Carne e pesce sono gli alimenti più comunemente affumicati, come anche formaggi e verdure.
Alcuni ingredienti utilizzati per bevande come il whisky, la birra affumicata (Rauchbier), ed il tè Lapsang Souchong vengono fatti affumicare prima di essere utilizzati.

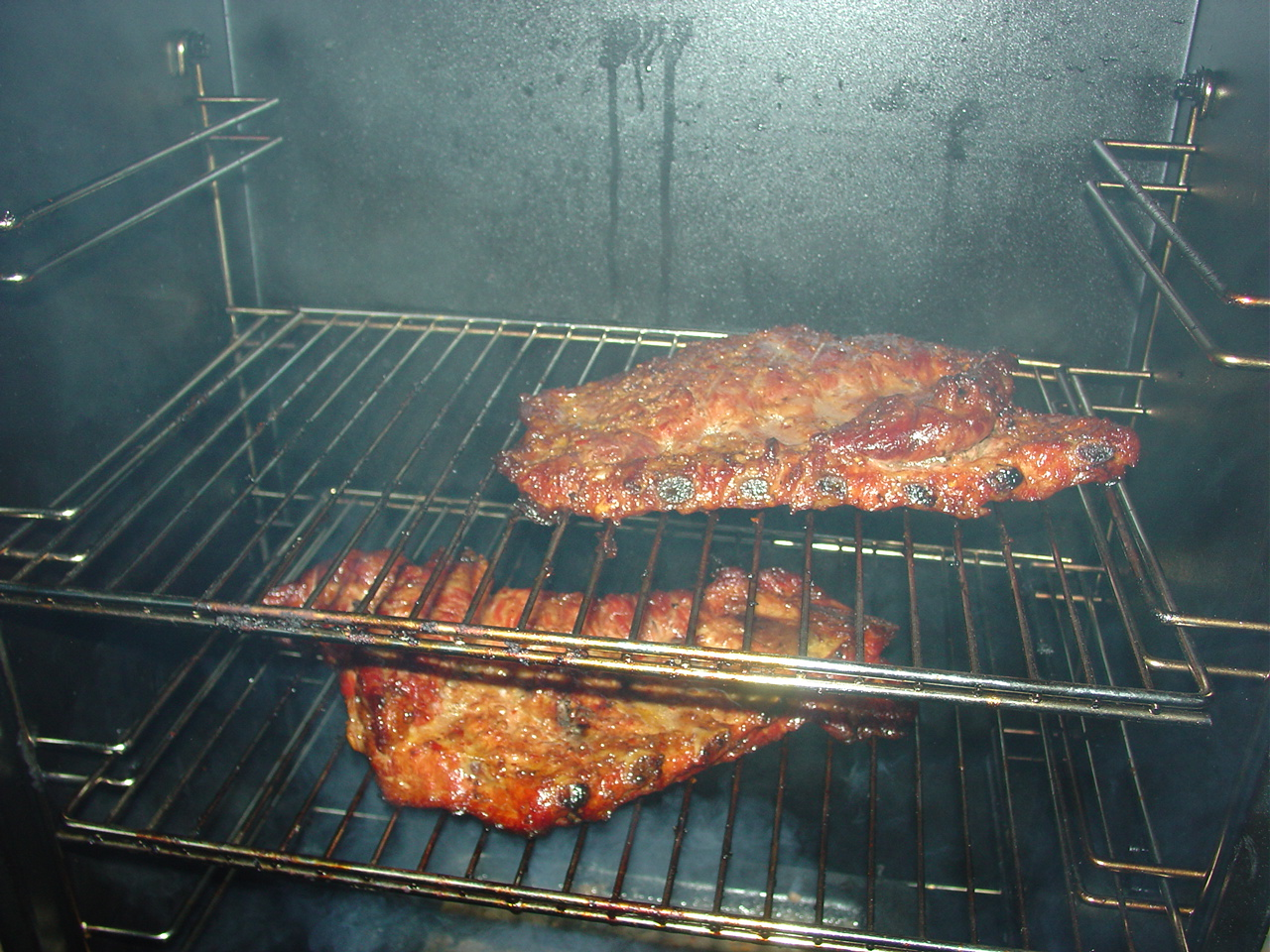
Carne di maiale durante l'affumicatura.

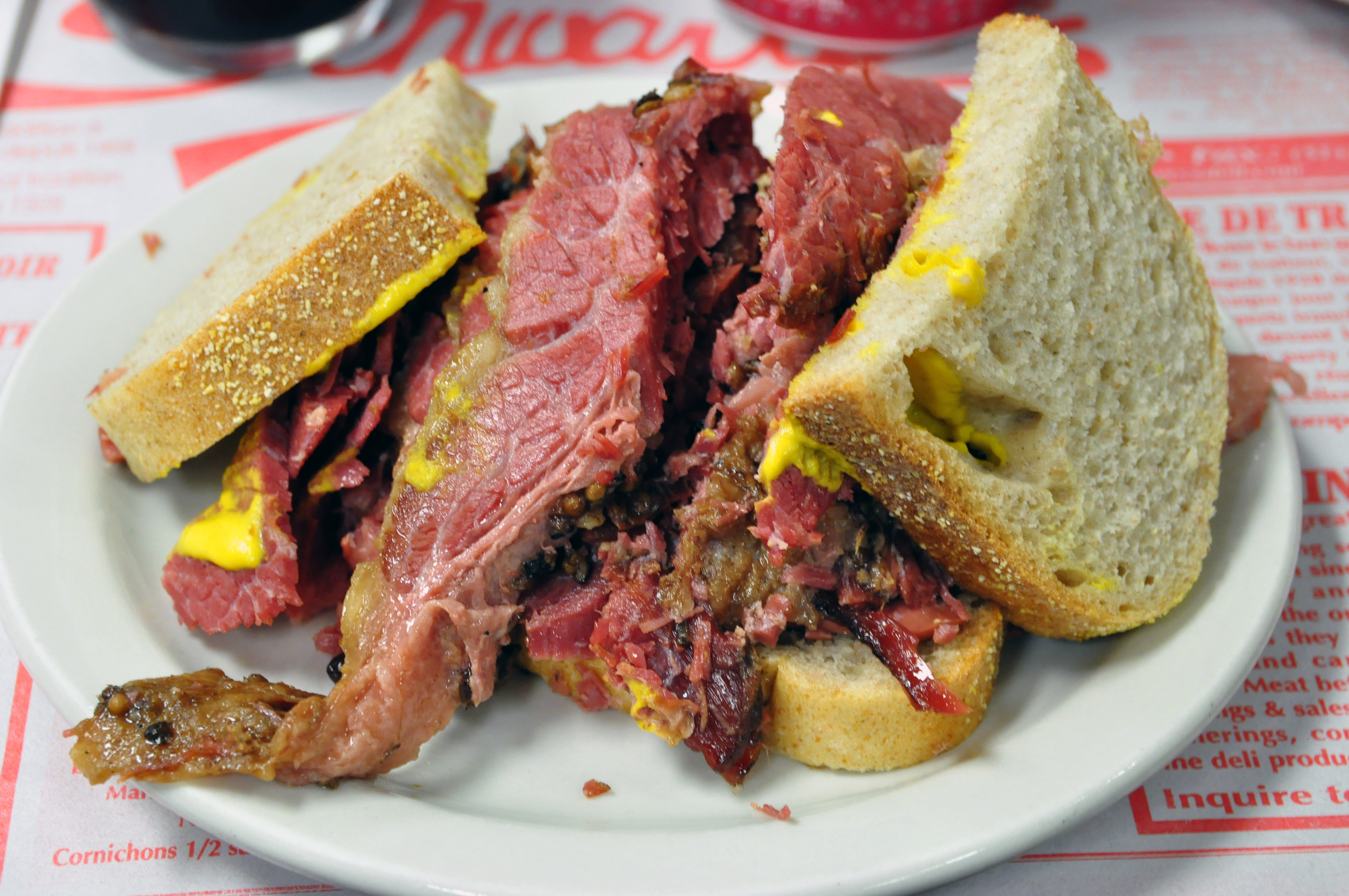
Sandwich con carne di manzo affumicata.

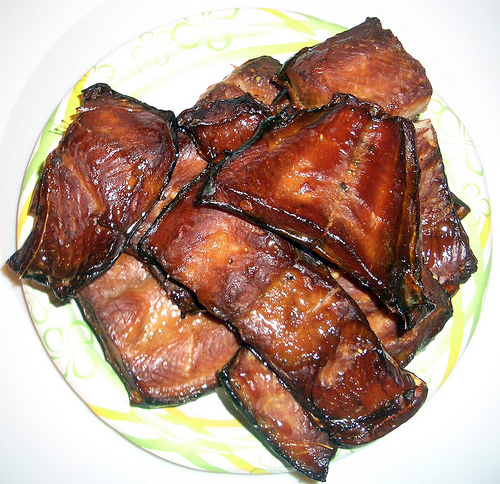
salmone affumicato della specie Oncorhynchus keta

## Tipi
Vi sono due principali tipi di affumicature: a freddo e a caldo. Inoltre, una tecnica di più recente introduzione è l'affumicatura a liquido.
- Nell'affumicatura a freddo, il processo richiede da circa 24 a 48 ore (a seconda del cibo) e la temperatura deve essere mantenuta fra i 16 e i 26 °C. Questo tipo di processo viene utilizzato per conferire agli alimenti un'alta capacità di conservazione.
- Nell'affumicatura a caldo, la temperatura dev'essere compresa fra i 60 e i 75 °C. Solitamente si esegue prima l'affumicatura a freddo e poi a caldo.

Questa forma di conservazione degli alimenti ha origine nell'antichità. Questo processo di conservazione, confrontato con la messa sotto sale si distingue per la grande efficienza e si differenzia in quanto il sale assume l'umidità dai cibi senza intaccarne le qualità organolettiche originali, mentre nell'affumicatura i sapori vengono fortemente alterati.
- Nell'affumicatura a liquido, i cibi non vengono a diretto contatto con il fumo: esso viene condensato e distillato in acqua, per poi essere unito in questa forma agli alimenti, che ne assumono il sapore, senza esservi esposti.

## Tipi e caratteristiche del legno
In Europa, l'ontano era il legno impiegato tradizionalmente per l'affumicatura, ma ora è la quercia la più utilizzata, insieme al faggio, in misura minore. In Nord America, il noce bianco americano, la mesquite, la quercia, il pecan, l'ontano, l'acero e alberi da frutto come il melo, il ciliegio e il pruno, sono comunemente utilizzati per produrre il fumo.
Oltre al legno, è possibile impiegare altri combustibili, talvolta aggiungendo anche ingredienti aromatizzanti. Alcuni produttori nordamericani di prosciutto e pancetta fanno affumicare i loro prodotti bruciando pannocchie di mais. La torba viene bruciata per asciugare e affumicare il malto d'orzo usato per produrre whisky e alcune birre. In Nuova Zelanda, la segatura dalla nativa manuka (albero da tè) è comunemente utilizzata per affumicare il pesce. In Islanda, viene utilizzato lo sterco di pecora essiccato per affumicare a freddo pesce, agnello, montone e balena.